# Milan Jovanić
Milan Jovanić (in serbo Милан Јованић?; Novi Sad, 31 luglio 1985) è un ex calciatore serbo, di ruolo portiere.

## Carriera

### Club
Nel 2005 si trasferisce al Perth Glory. Anche se ha svolto un buon lavoro il club decide di non rinnovargli il contratto e lui firma per il Novi Sad, squadra della sua città natale.
Debutta con lo Spartak Subotica il 15 agosto 2009 nella sconfitta casalinga per 0-1 contro l'OFK Belgrado. Gioca la sua ultima partita il 16 maggio 2010 nel Crvena zvezda.
Debutta con il Wisla Cracovia il 15 luglio 2010 nella vittoria fuori casa contro lo Šiauliai per 0-2 in UEFA Europa League 2010-2011. Debutta in Ekstraklasa il 21 agosto 2010 nella vittoria fuori casa per 0-1 contro il Widzew Łódź.

### Nazionale
Debutta con la Nazionale in un match amichevole contro il Giappone ad Osaka, match vinto dalla Serbia vince 3-0.

## Statistiche

### Cronologia presenze e reti in Nazionale
| Cronologia completa delle presenze e delle reti in nazionale ― Serbia | Cronologia completa delle presenze e delle reti in nazionale ― Serbia | Cronologia completa delle presenze e delle reti in nazionale ― Serbia | Cronologia completa delle presenze e delle reti in nazionale ― Serbia | Cronologia completa delle presenze e delle reti in nazionale ― Serbia | Cronologia completa delle presenze e delle reti in nazionale ― Serbia | Cronologia completa delle presenze e delle reti in nazionale ― Serbia | Cronologia completa delle presenze e delle reti in nazionale ― Serbia |
| Data                                                                  | Città                                                                 | In casa                                                               | Risultato                                                             | Ospiti                                                                | Competizione                                                          | Reti                                                                  | Note                                                                  |
| --------------------------------------------------------------------- | --------------------------------------------------------------------- | --------------------------------------------------------------------- | --------------------------------------------------------------------- | --------------------------------------------------------------------- | --------------------------------------------------------------------- | --------------------------------------------------------------------- | --------------------------------------------------------------------- |
| 7-4-2010                                                              | Osaka                                                                 | Giappone                                                              | 0 – 3                                                                 | Serbia                                                                | Amichevole                                                            | -                                                                     |                                                                       |
| Totale                                                                |                                                                       | Presenze                                                              | 1                                                                     |                                                                       | Reti                                                                  | 0                                                                     |                                                                       |

## Palmarès

### Club
- Campionato polacco: 1

Wisła Cracovia: 2010-2011